# Anne-Marie Descôtes
Anne-Marie Descôtes (nascida a 5 de dezembro de 1959, em Lyon) é uma diplomata francesa que serve como embaixadora da França na Alemanha desde 6 de junho de 2017. Ela sucedeu a Philippe Étienne e é a primeira mulher a chefiar a embaixada francesa na Alemanha reunificada.

## Educação
Descôtes frequentou a Ecole normale supérieure (ENS) em 1979 e a Ecole nationale d'administration (ENA), obtendo um bacharelato em história da arte e uma licenciatura em estudos germânicos.

## Outras actividades
- Conselho Europeu de Relações Exteriores (ECFR), membro[4]